# Nanzhuang (métro de Foshan)
Nanzhuang (chinois simplifié : 南庄 ; chinois traditionnel : 南莊 ; pinyin : nánzhuāng) est l’un des terminus de la ligne 2 du métro de Foshan, située à l’ouest du district de Chancheng, dans la ville de Foshan, la province de Guangdong, en Chine.

## Situation sur le réseau

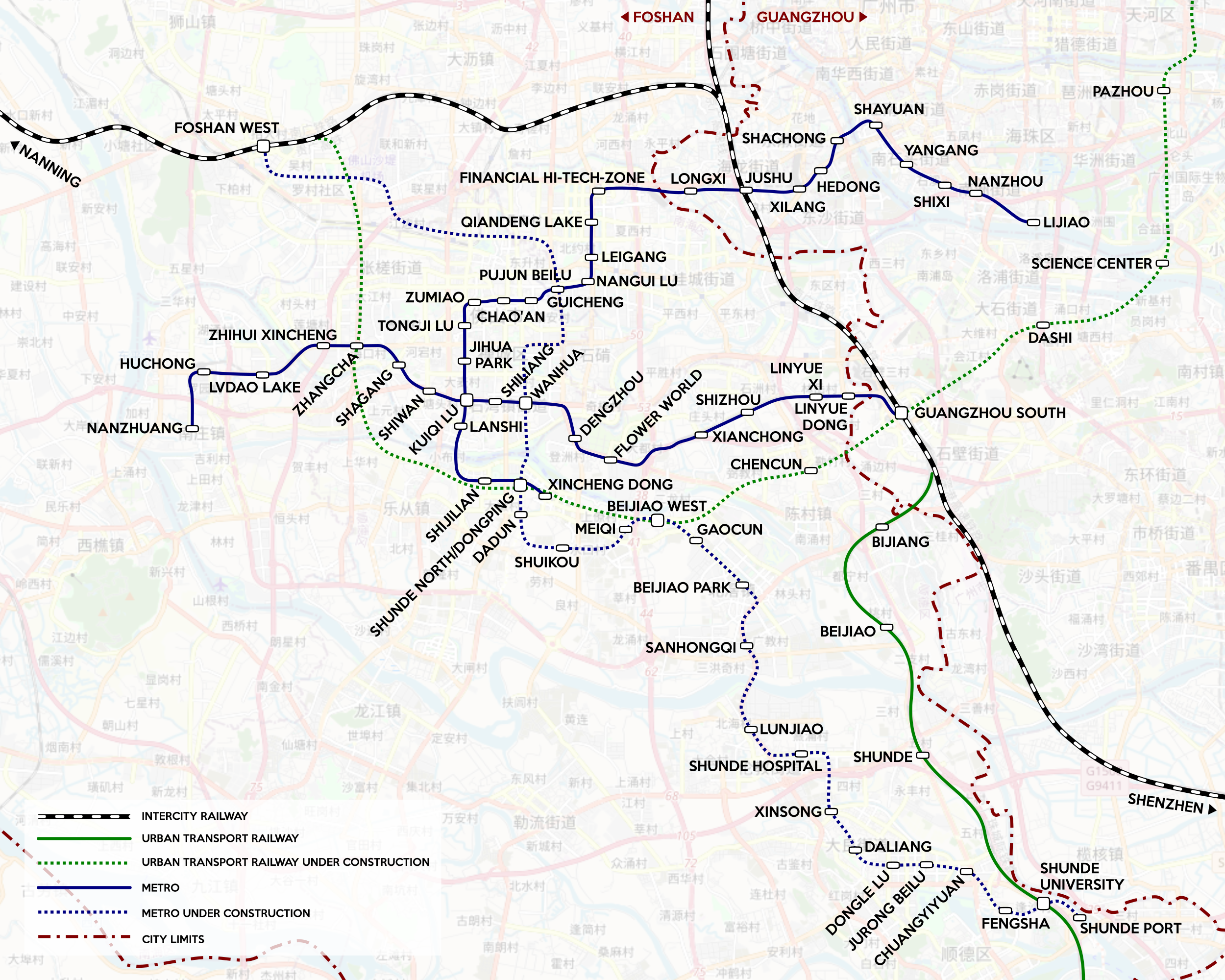
Plan du réseau du métro, en 2022.

Établie en souterrain, la station Nanzhuang est le terminus ouest provisoire de la ligne 2.

## Services aux voyageurs

### Accès et accueil
La station souterraine est située sous l’avenue Dengsian. Elle dispose de quatre bouches:
|        |                                                  |                                                   |
| Bouche | Accessibilité                                    | Destinations les plus proches                     |
| A      | Surface podotactile Escalier mécanique           | Arrêt d’autobus                                   |
| B      | Escalier mécanique                               | Arrêt d’autobus                                   |
| C      | Surface podotactile Escalier mécanique Ascenseur | Ctr. des services gouvernementaux Arrêt d’autobus |
| D      | Surface podotactile Escalier mécanique           | Arrêt d’autobus                                   |

### Desserte
Nanzhuang dispose d'un quai central qui est équipée de portes palières et est encadré par deux voies. Quand ni la station ni la ligne n’est bondée, les passagers débarquent et embarquent au plate-forme n˚ 1. Le plat-forme n˚ 2 est réservé pour les heures de pointe.

## Projets
La planification actuelle est de prolonger la ligne 2 en direction de l’arrondissement de Xiqiao (zh) et le district de Gaoming. Cette planification implique aussi une correspondance avec la ligne démonstrative du tramway de Gaoming.